# گریت تی
گریت تی (به انگلیسی: Great Tey) یک روستا و محله مدنی در بریتانیا است که در Colchester واقع شده‌است. گریت تی ۹۱۱ نفر جمعیت دارد.